# 太美山村
太美山村（ふとみやまむら）は、かつて富山県西礪波郡にあった村。
村名は中世の太海（ふとみ）郷の山手の村として名付けられた。

## 沿革
- 1889年（明治22年）4月1日 - 町村制の施行により、礪波郡重安村、刀利村、臼中村、立野脇村、綱掛村、吉見村、館村、米田村、七曲村、樋瀬戸村、嫁兼村の区域の一部、才川七村の区域の一部の区域をもって、礪波郡太美山村が発足する。
- 1896年（明治29年）3月29日 - 郡制の施行のため、礪波郡が分割して、西礪波郡が発足により、西礪波郡に所属となる。
- 1952年（昭和27年）5月1日 - 西礪波郡福光町、石黒村、西太美村、広瀬村、広瀬館村、太美山村、東太美村、吉江村、東礪波郡北山田村及び山田村が合併して、西礪波郡福光町が発足する。